# Stakes Is High
| Críticas profissionais | Críticas profissionais |
| Avaliações da crítica  | Avaliações da crítica  |
| Fonte                  | Avaliação              |
| ---------------------- | ---------------------- |
| Allmusic               | [ 1 ]                  |
| Entertainment Weekly   | B                      |
| RapReviews.com         | [ 3 ]                  |
| Robert Christgau       | B+                     |
| Rolling Stone          | [ 5 ]                  |

Stakes Is High é o quarto álbum de estúdio do grupo americano de hip-hop De La Soul, lançado durante o verão de 1996. O álbum recebeu boa aceitação da crítica mas pouco sucesso comercial.

## O Disco
Stakes Is High foi responsável por apresentar o rapper/ator Mos Def para um público mais abrangente. Mos Def aparece na faixa "Big Brother Beat". O rapper Common também aparece na em "The Bizness". Stakes Is High marca também a saída de  Prince Paul da produção. O álbum lida com vários tópicos: o estado do hip-hop, a comercialização do gênero e a crítica contra o gangsta rap. Isso causou grande descontentamento no falecido rapper  2Pac que criticaria agressivamente o trio De La Soul na canção "Against All Odds" em seu disco póstumo de 1996 The Don Killuminati: The 7 Day Theory.

## Interludes
Como os outros álbuns de De La Soul, Stakes Is High tem um tema corrente, que neste caso se concentra no estado atual do rap, assim como o estado da cultura hip-hop. O seguintes temas são abordados:
- A faixa introdutória começa com várias entrevistas; as entrevistas descrevem onde essas pessoas estavam quando ouviram pela primeira vez o influente álbum de Boogie Down Productions,  Criminal Minded.
- No fim da faixa 9, "Long Island Degrees", alguém descreve porque odeia a música rap ("There's no music in it. It's just niggers talking" - "Não tem música. São só crioulos falando")
- No fim da faixa 10, "Betta Listen", existe um diálogo entre Posdnous e Maseo discutindo um erro de comunicação.
- No fim da faixa 15, "Pony Ride", um sem-teto discute sua luta em viver nas ruas, descrevendo seus períodos de otimismo e depressão. Enquanto descreve esta situação, ele comenta "stakes is high" - "Aposta é alta".
- No começo e no fim da faixa 16, "Stakes is High" apresenta o som de pessoas jogando dados. O caso O.J. Simpson é discutido por um homem.
- O clip no fim da faixa final, "Sunshine", fecha com um jovem dizendo "Yo, when I first heard 3 Feet High and Rising, I was" - "a primeira vez que ouvi 3 Feet High and Rising, eu estava" - e o som é cortado. 3 Feet High and Rising sendo o primeiro álbum de De La Soul e muito influente na cultura hip-hop, tem, de alguma maneira, similaridade com Criminal Minded, que é discutido no começo do álbum.

## Faixas
1. "Intro" – 2:35
2. "Supa Emcees" – 3:40
3. "The Bizness" (ft. Common) – 5:41
4. "Wonce Again Long Island" – 3:39
5. "Dinninit" – 4:20
6. "Brakes" – 4:06
7. "Dog Eat Dog" – 3:40
8. "Baby Baby Baby Baby Ooh Baby" – 2:10
9. "Long Island Degrees" – 3:27
10. "Betta Listen" – 4:28
11. "Itzsoweezee (HOT)" – 4:55
12. "4 More" (ft. Zhane) – 4:18
13. "Big Brother Beat" (ft. Mos Def) – 3:42
14. "Down Syndrome" – 3:28
15. "Pony Ride" (ft. Truth Enola) – 5:26
16. "Stakes Is High" – 5:30
17. "Sunshine" – 3:39

## Créditos Adicionais
| #  | Título                         | Notas |
| -- | ------------------------------ | --- |
| 1  | "Intro"                        | Compositores: K. Mercer, D. Jolicoeur, V. Mason Sample: "Sing a Simple Song" por Jackson 5 |
| 2  | "Supa Emcees"                  | Compositores: K. Mercer, D. Jolicoeur, V. Mason Sample: "La Di Da Di" por Slick Rick & Doug E. Fresh Sample: "Summer Samba" por Walter Wanderley Sample: "Adventures of Super Rhyme" por Jimmy Spicer Sample: "Run's House" por Run-D.M.C.                          |
| 3  | "The Bizness"                  | Compositores: K. Mercer, D. Jolicoeur, V. Mason, L. Lynn |
| 4  | "Wonce Again Long Island"      | Compositores: K. Mercer, D. Jolicoeur, V. Mason Sample: "Who's Making Love" por Lou Donaldson |
| 5  | "Dinninit"                     | Compositores: K. Mercer, D. Jolicoeur, V. Mason, X. Hargrove, M. Jackson Sample: "Enchanted Lady" por Milt Jackson |
| 6  | "Brakes"                       | Compositores: K. Mercer, D. Jolicoeur, V. Mason, R. Hodby, C. Jimenez, L. Mack Sample: "The Breaks" por Kurtis Blow Sample: "P.S.K. (What Does It Mean)" por Schooly D Sample: "It's Your Rock" por Fantasy Three Sample: "Children's Story" por Slick Rick         |
| 7  | "Dog Eat Dog"                  | Compositores: K. Mercer, D. Jolicoeur, V. Mason |
| 8  | "Baby Baby Baby Baby Ooh Baby" | Compositores: K. Mercer, D. Jolicoeur, V. Mason Vocais adicionais: Jazzyfatnastees Sample: "She's Looking Like a Hobo" por Malcolm McLaren |
| 9  | "Long Island Degrees"          | Compositores: K. Mercer, D. Jolicoeur, V. Mason Sample: "Before I Rest" por Les McCann Sample: "It Only Happens (When I Look at You)" por Aretha Franklin |
| 10 | "Betta Listen"                 | Compositores: K. Mercer, D. Jolicoeur, V. Mason |
| 11 | "Itzsoweezee (HOT)"            | Compositores: K. Mercer, D. Jolicoeur, V. Mason |
| 12 | "4 More"                       | Compositores: K. Mercer, D. Jolicoeur, V. Mason, G. Scott, N. Hall, M. Small, E. Matthew, D. Payne Sample: "Jimmy's Bonus Beats" por Jungle Brothers Sample: "A Rose for Booker" por New Dynamic Chico Hamilton Quintet Sample: "Never Give You Up" por Sharon Redd |
| 13 | "Big Brother Beat"             | Compositores: K. Mercer, D. Jolicoeur, V. Mason, D. Beze, S. Anselm |
| 14 | "Down Syndrome"                | Compositores: K. Mercer, D. Jolicoeur, V. Mason Sample: "Talkin' Loud and Saying Nothing" por James Brown |
| 15 | "Pony Ride"                    | Compositores: K. Mercer, D. Jolicoeur, V. Mason, S. Preston |
| 16 | "Stakes Is High"               | Compositores: K. Mercer, D. Jolicoeur, V. Mason, J. Yancey Sample: "Mind Power" por James Brown Sample: "Swahililand" por Ahmad Jamal |
| 17 | "Sunshine"                     | Compositores: K. Mercer, D. Jolicoeur, V. Mason, L. Richie, T. McClary Sample: "High on Sunshine" por The Commodores Sample: "Summer Samba" por Fred Wesley e The J.B.'s                                                                                            |